# Königlich Hannöversche Staatseisenbahnen

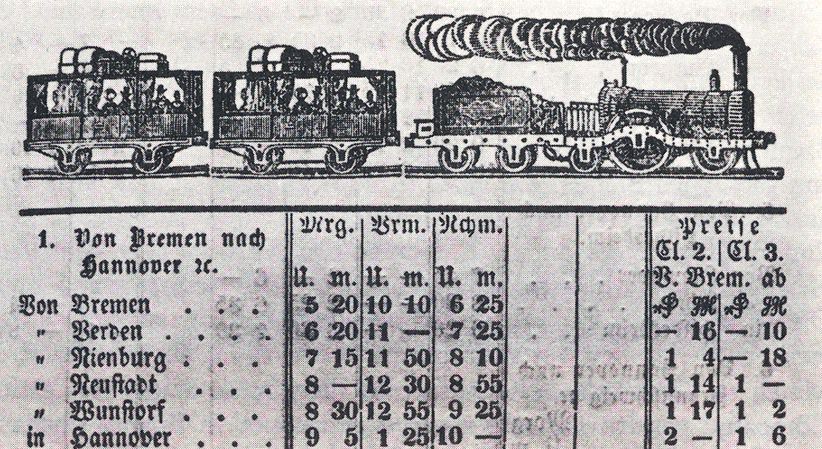
Dienstregeling Bremen-Hannover uit 1854

De Königlich Hannöversche Staatseisenbahnen (Koninklijke Hannoverse Staatsspoorwegen) bestonden van 1843 tot de inbezitneming in 1866 van het koninkrijk Hannover door Pruisen. Het spoorwegnet was inmiddels uitgegroeid tot ongeveer 800 kilometer.

## Overzicht net
De Königlich Hannöverschen Staatseisenbahnen werden opgedeeld in verschillende sectoren.

### Kreuzbahn
Het begrip Kreuzbahn ontstond door dat koning Ernst August I een centraal station in Hannover verhinderde. Het station van Lehrte werd hierdoor tot een spoorwegknooppunt ontwikkeld.
De regering van Hannover nam daarna de bouw van de staatsspoorwegen over. De oorzaak lag in het feit dat er geen private investeerders konden worden gevonden voor de spoor trajecten van Hannover over Lehrte naar Braunschweig (Brunswijk) en Celle over Lehrte naar Hildesheim.
Het eerste traject van Hannover over Misburg naar Lehrte werd op 22 oktober 1843 geopend. De verlening van Lehrte naar Braunschweig (Brunswijk) en de landsgrens bij Peine werd op 1 december 1843 geopend. Vanaf de landsgrens sloot de op 19 mei 1844 het traject van de Herzoglich Braunschweigische Staatseisenbahn naar Braunschweig (Brunswijk) aan.
Op 15 oktober 1845 werd het traject van Lehrte naar Celle geopend. Op 12 juni 1846 werd het traject van Lehrte naar Hildesheim geopend.

#### Openingen
- 22 oktober 1843: Hannover - Misburg - Lehrte
- 1 december 1843: Lehrte - de landsgrens bij Peine richting Braunschweig
- 15 oktober 1845: Lehrte - Celle
- 12 juni 1846: Lehrte - Hildesheim
- 1 mei 1847: Celle - Uelzen - Lüneburg - Harburg
- 15 oktober 1847: Hannover - Minden met aansluiting aan de CME richting op het traject Löhne - Rheine.

#### Trajecten
- Spoorlijn Hannover - Braunschweig (Brunswijk)
- Spoorlijn Lehrte - Harburg
- Spoorlijn Lehrte - Hildesheim
- Hannover - Minden

### Bremer Bahn
Het traject van Hannover naar Bremen maakt onderdeel uit van het traject van Hannover naar Minden. In Wunstorf is de aansluiting naar Bremen die op 12 december 1847 werd geopend.

#### Openingen
- 12 december 1847: Wunstorf - Bremen
- 23 januari 1862: Bremen - Geestemünde (tegenwoordig stadsdeel in Bremerhaven)

#### Trajecten
- Spoorlijn Wunstorf - Bremen
- Spoorlijn Bremen - Bremerhaven

### Hannöversche Südbahn
Het begrip Hannöversche Südbahn na de overname door de Preußische Staatseisenbahnen op 15 december 1866 uitgelegd als noord-zuid traject van Hannover over Nordstemmen en Alfeld (Leine) naar Göttingen. Vandaar liep het traject met veel bochten via Dransfeld naar Hannoversch Münden. Het personenvervoer op dit traject werd op 31 maart 1980 stilgelegd en op 9 oktober 1995 werd ook het goederenvervoer stilgelegd. In 2000 werd het traject opgebroken.
Tussen Göttingen en Hannoversch Münden werd via Eichenberg omgereden naar Kassel.

#### Openingen
- 1 mei 1853: Hannover - Alfeld
- 15 september 1853: Verbinding Nordstemmen - Hildesheim
- 31 juli 1854: her aanleg Alfeld - Kreiensen - Göttingen
- 8 mei 1856: Göttingen - Hannoversch Münden (Zie ook Dransfelder traject)
- 23 september 1856: Hannoversch Münden - Kassel

#### Trajecten
- Spoorlijn Hannover Hbf - Kassel

### Hannoversche Westbahn
Het gemeenschappelijk spoorweg project met de staat Preußen om een traject van Löhne aansluitend aan het traject van de Köln-Mindener Eisenbahn-Gesellschaft van Minden uit over Osnabrück en Rheine naar Emden aan te leggen. Na lange durige onderhandelingen over het te gebruiken traject en de aansluiting aan het Nederlandse spoorwegnet kon men beginnen met de aanleg van dit traject.
Men kwam overeen het traject van Löhne over Osanbrück naar het preußische Rheine met aansluiting aan het traject uit Münster aan te leggen. Vanuit Rheine werd de Emslandstrecke over Salzbergen en Leer naar Emden aangelegd. In Salzbergen sloot de lijn de grensoverschrijdende spoorlijn uit Almelo aan.
Op 24 november 1854 werd van de Emslandstrecke het eerste trajectdeel tussen Emden en Papenburg geopend.

#### Openingen
- 24 november 1854: Emden - Papenburg
- 21 november 1855: Löhne - Osnabrück
- 19/20 juni 1856: het gehele traject; Rheine - Emden
- 18 november 1865: Salzbergen - Oldenzaal (grens)

#### Trajecten
- Löhne - Rheine
- Rheine - Emden
- Almelo - Salzbergen

### Elbe-Trajekt
Op 15 maart 1864 werd het traject van Lüneburg naar Hohnstorf aan de Elbe geopend. Het traject is onderdeel van de Lüneburg - Lauenburg - Büchen van de Berlin-Hamburger Bahn aan de rechter zijde van de Elbe.

#### Opening
- 15 maart 1864: Lüneburg - Hohnstorf

#### Trajecten
- Spoorlijn Lüneburg - Hohnstorf
- Spoorlijn Lübeck - Lüneburg

### Harz
In de Harz bezat de Königlich Hannöverschen Staatseisenbahnen het traject van Vienenburg naar Goslar. De bedrijfsvoering van dit traject werd door de Herzoglich Braunschweigische Staatseisenbahn uitgevoerd. De trajecten van Göttingen naar Arenshausen en van Northeim naar Ellrich werden na de overname in 1866 van de Hannoverschen Staatsbahn door de Preußische Staatseisenbahnen geopend.

#### Trajecten
- Spoorlijn Vienenburg - Goslar
- Spoorlijn Göttingen - Arenshausen
- Spoorlijn Northeim - Ellrich

## Overname door Preußen
Op 15 december 1866 werd het spoorwegnet van de Hannöversche Staatsbahn overgenomen door de Preußische Staatseisenbahnen en vernoemd in Preußische Eisenbahndirektion Hannover.